# Довгий Ілля Ігорович
Довгий Ілля Ігоровчи (нар. 1 серпня 1998, Козятин, Україна) — український волейболіст, центральний блокувальник, 

## Життєпис
Народився в місті  Козятин  на Вінниччині. 
Волейбольну карєру розпочав 2010р в КДЮСШ м.Коязтин
Перший тренер : Сивобородько Лариса Михайлівна
Ігрова кар‘єра :                                                                                                                                                                                                                                      
2013-2017 - Гравець ВК Локомотив(Харків); Українська Дитяча Ліга, Українська Вища Ліга,Українська Суперліга 
2017-2021 - Гравкць ВК «Серце Поділля»(Вінниця);Українська Суперліга
2018-2019 - На правах оренди перейшов до «Політех - Одеса»(Одесса) 
2021-2022 - Гравець ВК «Барком-Кажани»(Львів)Українська Суперліга
2022-2024 - Гравець ВК «Barkom-Każany Lwów»(Krakow) Polish PlusLiga
2024-     - Гравець ВК Union Raiffeisen Waldviertel (Zwettl) Austrian Bundesliga

### Досягнення
- Переможець Дитячої Ліги (2014/15),
- Срібний Призер Вищої Ліги України(2015/16)
- Срібний Призер Суперліги України (2021/22)
- Срібний Призер Суперкубку Укараїни (2021/22)
- Став першим волейболістом в історії національного чемпіонату,який за матч викованав 31 подачу і заробив 6 ейсів